# الرقوع (بكيل المير)

تعديل مصدري - تعديل

الرقوع هي إحدى قرى عزلة فاس بمديرية بكيل المير التابعة لمحافظة حجة، بلغ تعداد سكانها 108 نسمة حسب تعداد اليمن لعام 2004.